# Riłski Sportist Samokow
Rilski Sportist Samokow – bułgarski klub piłkarski założony w 1923 roku, nazwany na cześć Riły, najwyższego masywu górskiego na Półwyspie Bałkańskim.
Klub zadebiutował w Grupie A w 2002-2003, ale jego przygoda z I ligą trwała tylko rok. Po trzech latach gry w drugiej lidze Rilski, po wywalczeniu awansu z pierwszego miejsca w swojej grupie, rozgrywki 2006-2007 rozpoczął jako beniaminek ekstraklasy, jednak - tak jak za pierwszym razem - już po jednym sezonie powrócił na zaplecze ligi.
Znacznie większe sukcesy odnoszą koszykarki Rilskiego, należące do ścisłej europejskiej czołówki.
Trenerem zespołu jest Angeł Sławkow.

## Sukcesy
- awans do I ligi: w sezonach 2001-2002 i 2005-2006

## Stadion
Stadion "Iskyr" w Samokowie może pomieścić 7000 widzów.